# Codessos
Codessos, por vezes também referida como Codeços, é uma povoação portuguesa do Município de Paços de Ferreira que foi sede da extinta Freguesia de Codessos, freguesia que tinha 2,10 km² de área e 1 011 habitantes (2011), e, por isso, uma densidade populacional de 481,4 hab./km².
A Freguesia de Codessos foi extinta em 2013, no âmbito de uma reforma administrativa nacional, tendo sido agregada às Freguesias de Sanfins e de Lamoso para formar uma nova freguesia denominada Sanfins Lamoso Codessos.

## História
A Freguesia de Codessos era constituída pelos lugares da Boavista, Cruz, Descida, Devesa, Monte, Outeiro, Palhais, Paredes, Aredinhas, Rego, Ribeira, São João da Torre, Torrinha e Zonha. Tem como orago São João Baptista.
Esteve anexada à freguesia de Lamoso entre 26 de Março de 1896 e 23 de Novembro de 1956, quando foi restaurada como freguesia independente. 
O seu principal ponto de referência é a Capela do Socorro, localizada no monte do mesmo nome, que constitui um miradouro privilegiado sobre o Vale do Ave.

## População
| População da freguesia de Codessos | População da freguesia de Codessos | População da freguesia de Codessos | População da freguesia de Codessos | População da freguesia de Codessos | População da freguesia de Codessos | População da freguesia de Codessos | População da freguesia de Codessos | População da freguesia de Codessos | População da freguesia de Codessos | População da freguesia de Codessos | População da freguesia de Codessos | População da freguesia de Codessos | População da freguesia de Codessos | População da freguesia de Codessos |
| ---------------------------------- | ---------------------------------- | ---------------------------------- | ---------------------------------- | ---------------------------------- | ---------------------------------- | ---------------------------------- | ---------------------------------- | ---------------------------------- | ---------------------------------- | ---------------------------------- | ---------------------------------- | ---------------------------------- | ---------------------------------- | ---------------------------------- |
| 1864                               | 1878                               | 1890                               | 1900                               | 1911                               | 1920                               | 1930                               | 1940                               | 1950                               | 1960                               | 1970                               | 1981                               | 1991                               | 2001                               | 2011                               |
| 275                                | 243                                | 241                                | 198                                |                                    |                                    |                                    | 287                                | 335                                | 400                                | 486                                | 589                                | 728                                | 856                                | 1 011                              |

| Distribuição da População por Grupos Etários | Distribuição da População por Grupos Etários | Distribuição da População por Grupos Etários | Distribuição da População por Grupos Etários | Distribuição da População por Grupos Etários | Distribuição da População por Grupos Etários | Distribuição da População por Grupos Etários | Distribuição da População por Grupos Etários | Distribuição da População por Grupos Etários | Distribuição da População por Grupos Etários |
| -------------------------------------------- | -------------------------------------------- | -------------------------------------------- | -------------------------------------------- | -------------------------------------------- | -------------------------------------------- | -------------------------------------------- | -------------------------------------------- | -------------------------------------------- | -------------------------------------------- |
| Ano                                          | 0-14 Anos                                    | 15-24 Anos                                   | 25-64 Anos                                   | > 65 Anos                                    |                                              | 0-14 Anos                                    | 15-24 Anos                                   | 25-64 Anos                                   | > 65 Anos                                    |
| 2001                                         | 179                                          | 157                                          | 448                                          | 72                                           |                                              | 20,9%                                        | 18,3%                                        | 52,3%                                        | 8,4%                                         |
| 2011                                         | 211                                          | 116                                          | 592                                          | 92                                           |                                              | 20,9%                                        | 11,5%                                        | 58,6%                                        | 9,1%                                         |

Nos anos de 1911 a 1950 estava anexada à freguesia de Lamoso. Contudo, nos censos de 1940 e 1950 figuram como freguesias distintas. Pelo decreto-lei n.º 40.871, de 23/11/1956, passaram de novo a ser freguesias autónomas